# Donald G. Bloesch
Donald G. Bloesch (ur. 3 maja 1928 w Bremen w stanie Indiana, zm. 24 sierpnia 2010 w Dubuque w stanie Iowa) – amerykański teolog protestancki, duchowny Zjednoczonego Kościoła Chrystusa, wiodący intelektualista ewangelikalny.

## Życiorys
Odbył studia teologiczne w Elmhurst College. Początkowo uprawiał teologię zgodną z filozofią procesu. Związek z ewangelikalną organizacją Inter-Varsity Christian Fellowship na Uniwersytecie Chicagowskim, a także kontakty z zakonnikami anglokatolickimi, których poznał w czasie stażu naukowego na Uniwersytecie Oksfordzkim, legły u podstaw opowiedzenia się przezeń za ewangelikalną odmianą protestantyzmu. Przez 35 lat był profesorem teologii w University of Dubuque Theological Seminary w Iowa.

## Główne publikacje
- Essentials of Evangelical Theology (1978-1979, 2 tomy)
- Christian Foundations (1992-2006, 7 tomów)